# Beke (Krummes Wasser)
|  | Per a altres significats, vegeu «Beke». |

El Beke és un rierol que es troba a Einbeck a l'Estat de Baixa Saxònia a Alemanya.
Neix al nucli d'Avendshausen a una altitud de 173 metres damunt el nivell mitjà del mar i desemboca 6 km més avall al Krummes Wasser al nucli de Kohnsen a 118 metres d'altitud.
Rega Avendshausen, Vardeilsen i Kohnsen, tres nuclis rurals de la ciutat d'Einbeck.

## Galeria

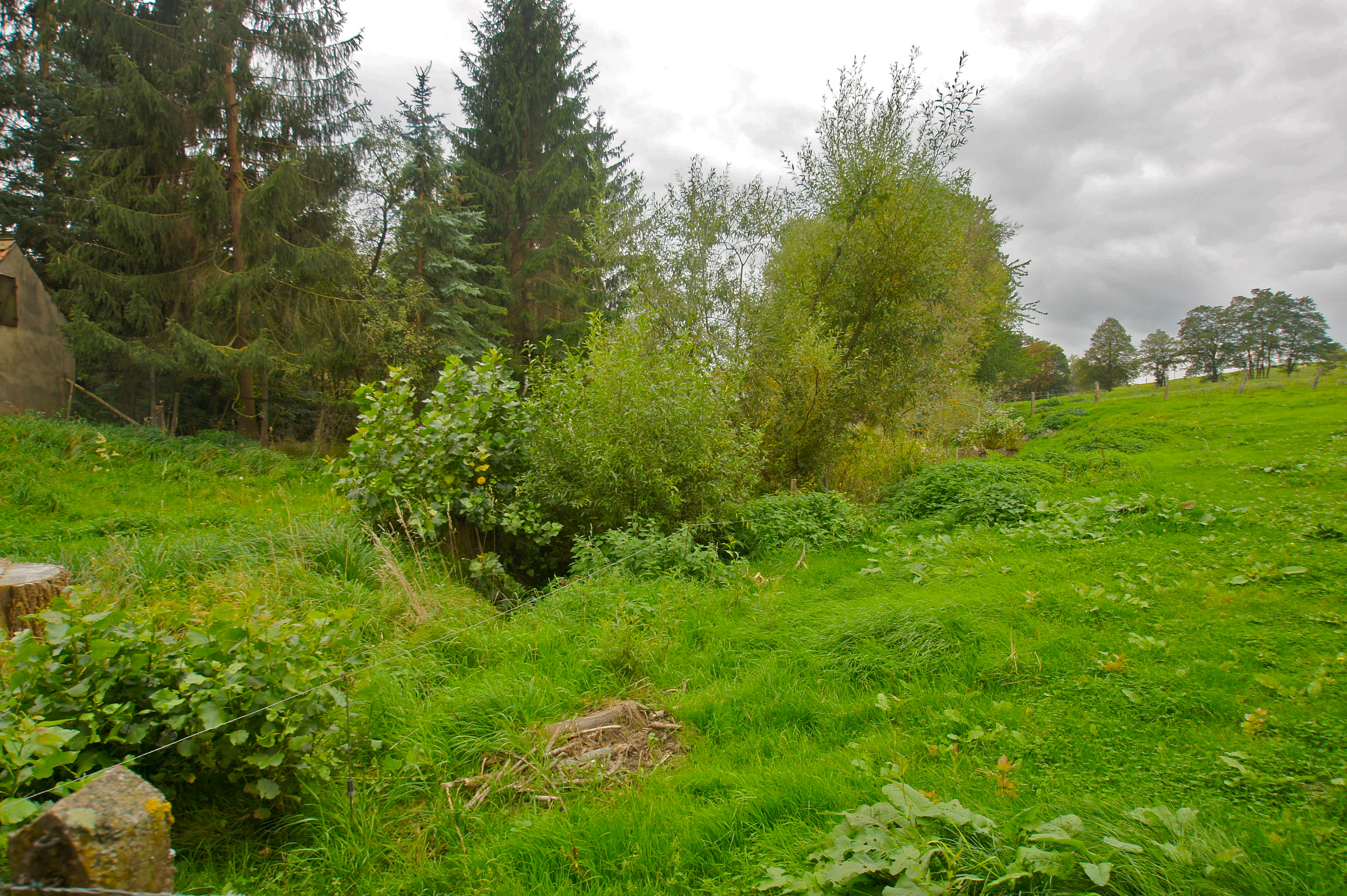
El Beke en direcció Vardeilsen.
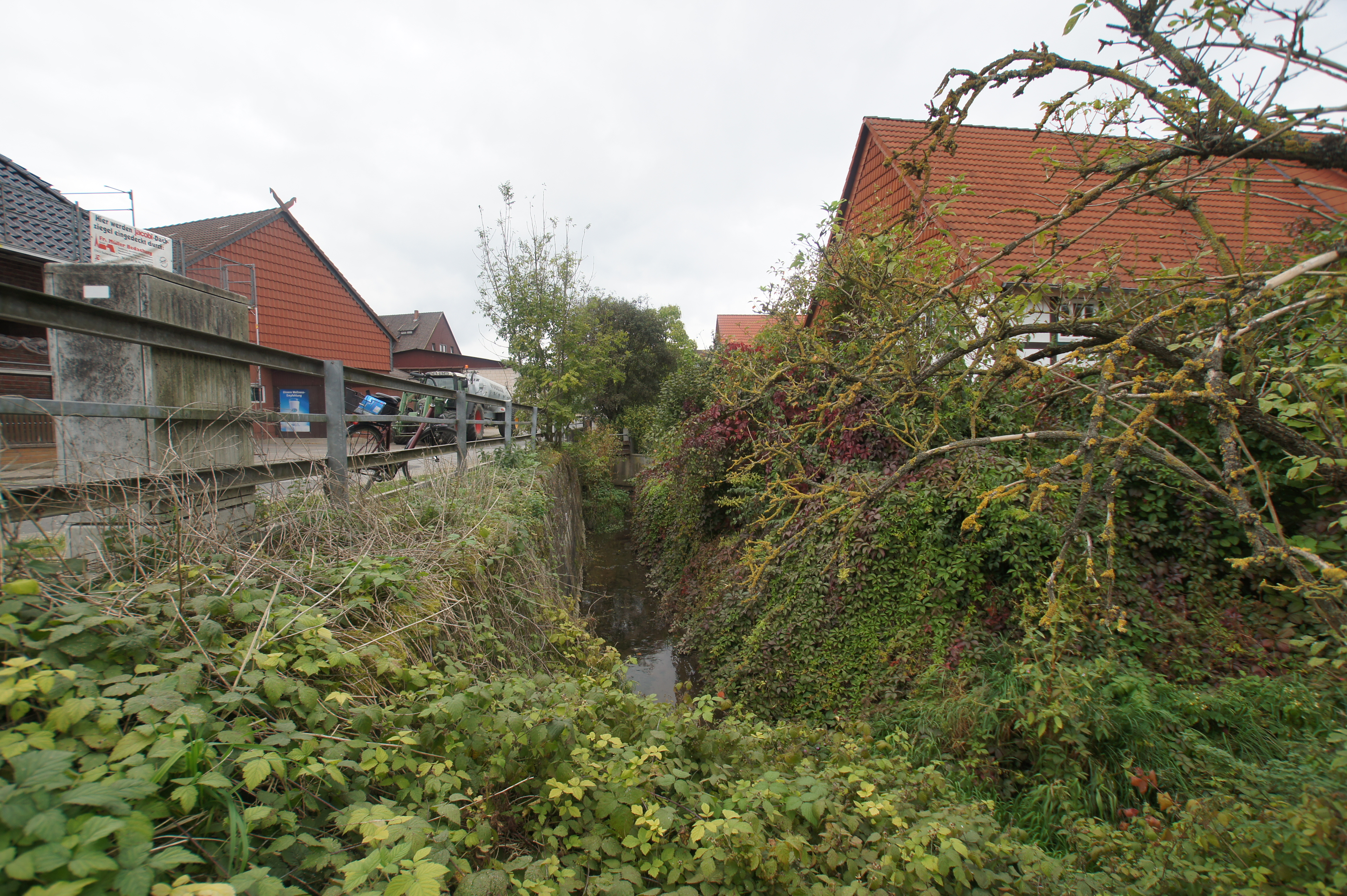
Al sortir del poble de Kohnsen.
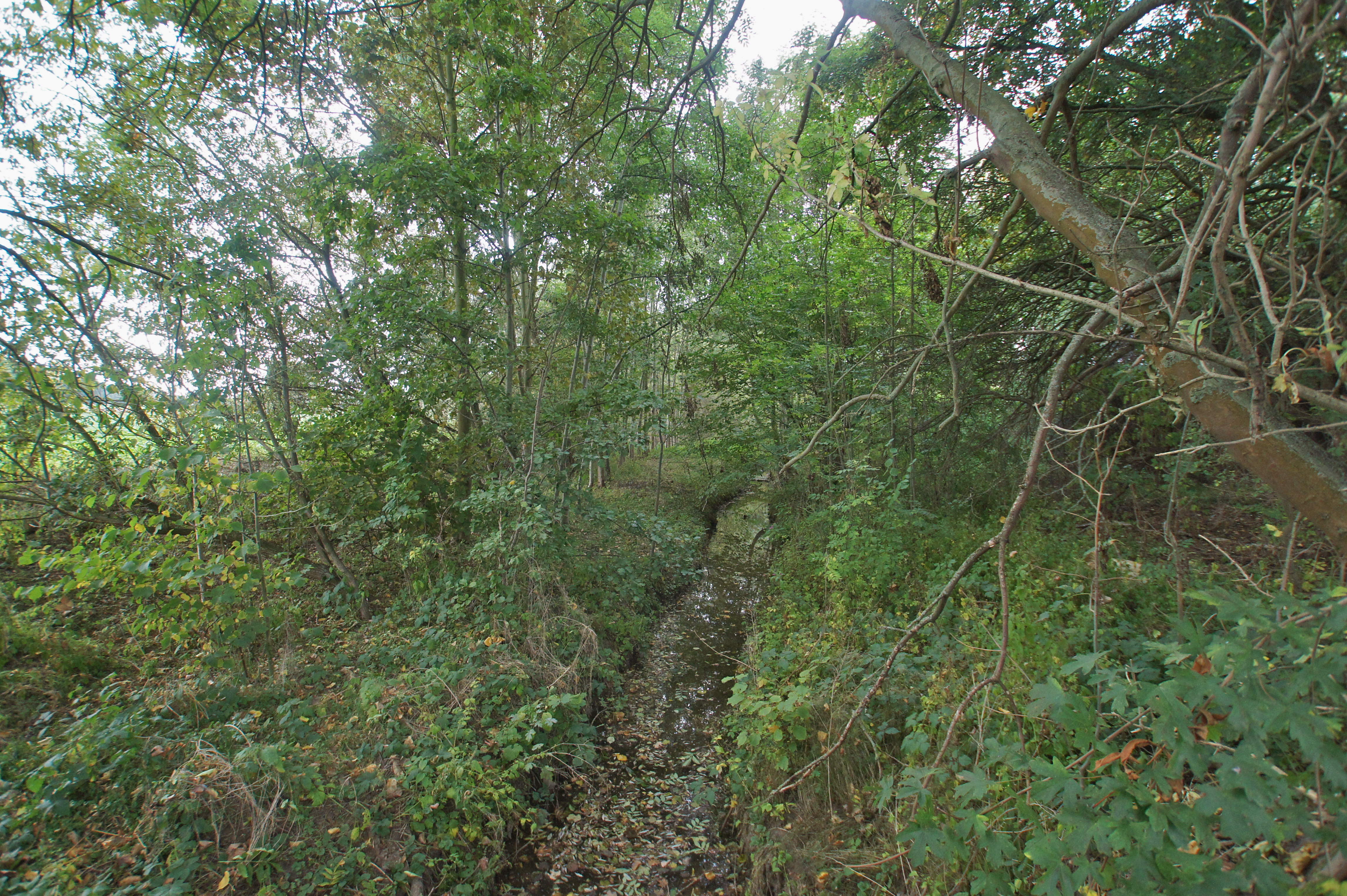
A la carretera Vardeilser Landstrasse.
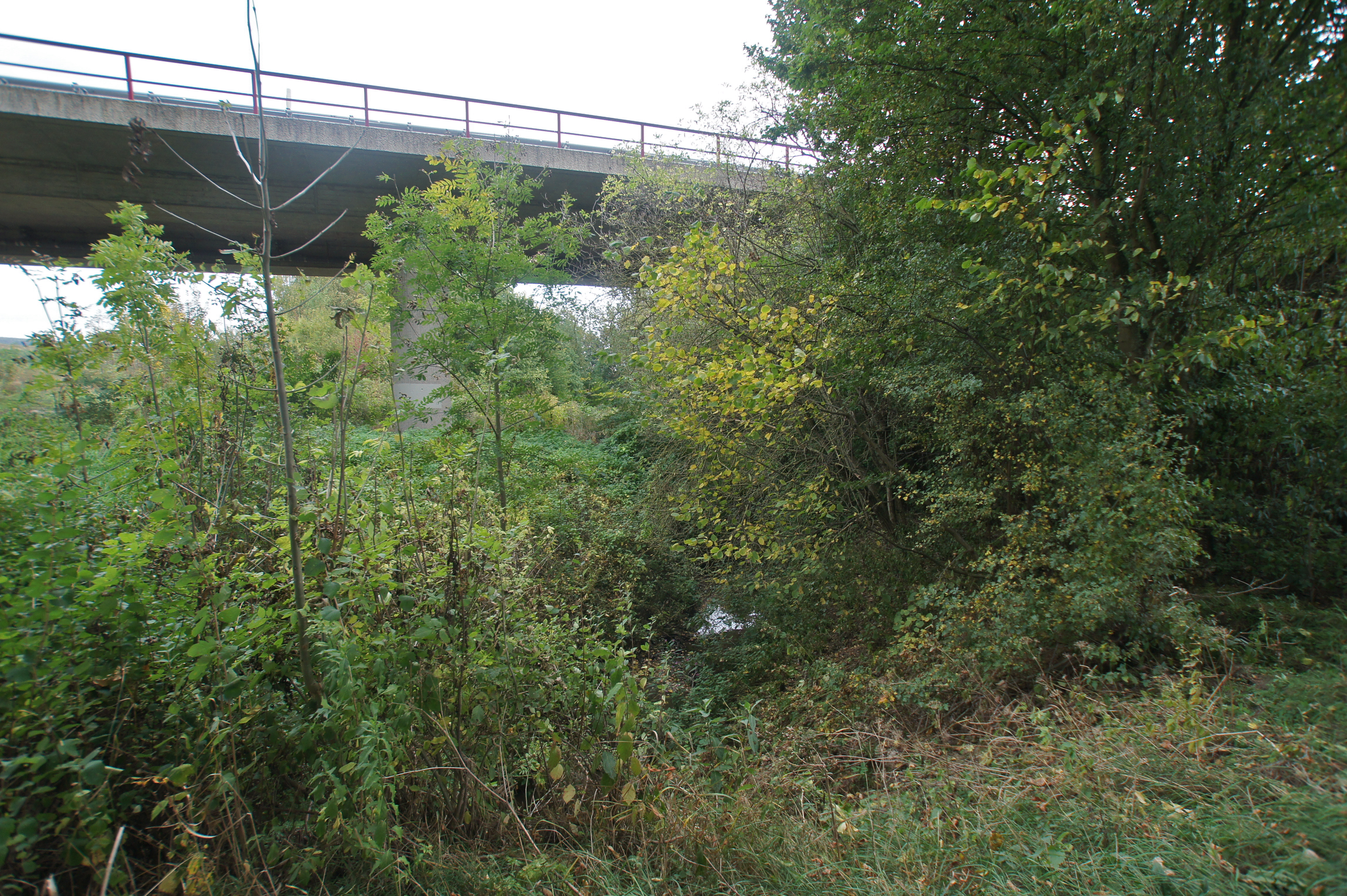
El viaducte de la carretera federal B3 damunt la vall del Beke.
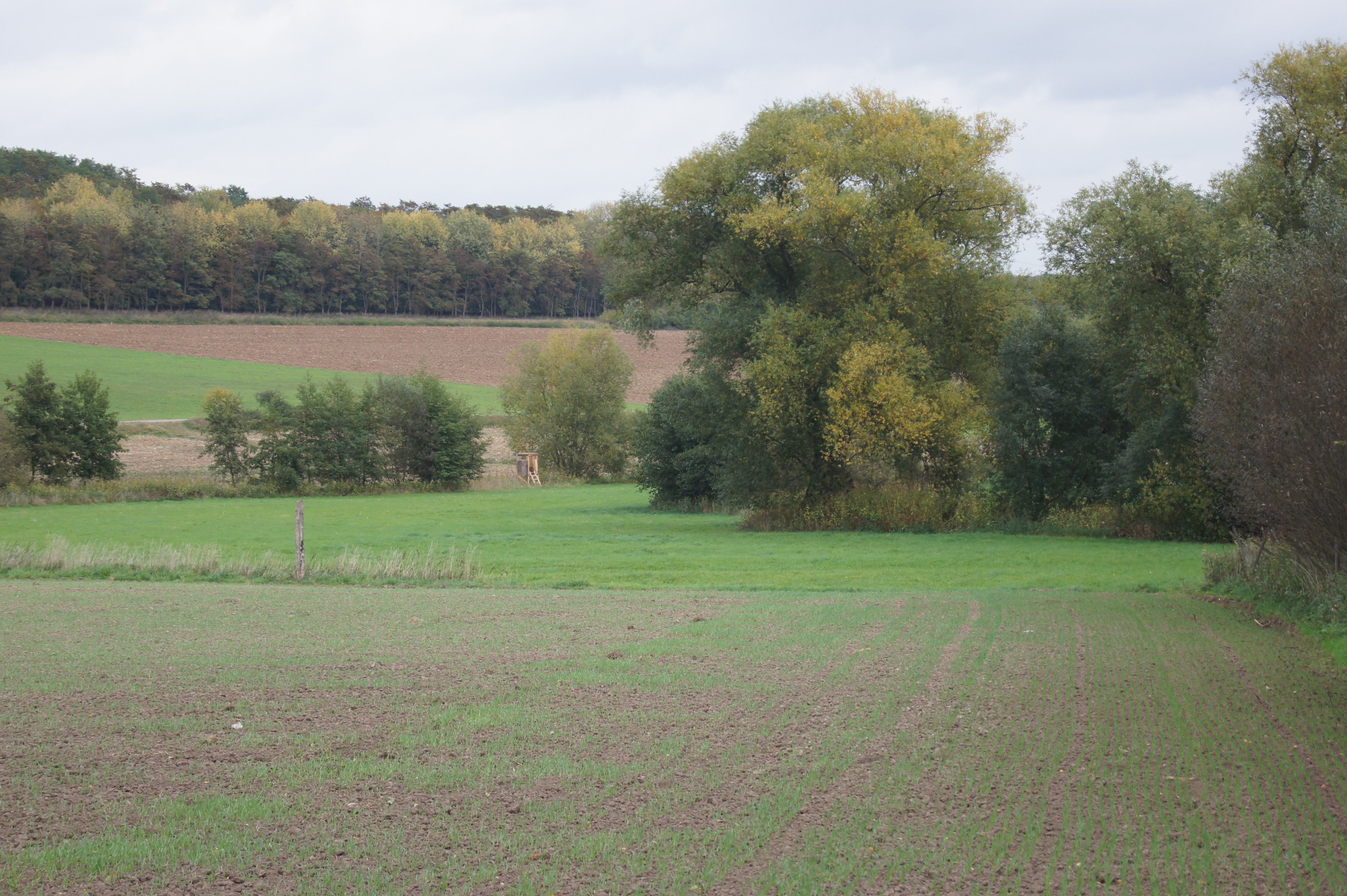
La confluència amb el Krummes Wasser (sota el bosc).